# Ken Sutton
Kenneth William "Ken" Sutton, född 5 november 1969, är en kanadensisk före detta professionell ishockeyback som tillbringade elva säsonger i den nordamerikanska ishockeyligan National Hockey League (NHL), där han spelade för ishockeyorganisationerna Buffalo Sabres, Edmonton Oilers, St. Louis Blues, New Jersey Devils, San Jose Sharks och New York Islanders. Han producerade 103 poäng (23 mål och 80 assists) samt drog på sig 338 utvisningsminuter på 388 grundspelsmatcher. Sutton spelade även för ERC Ingolstadt i Deutsche Eishockey Liga (DEL); Rochester Americans, Worcester Icecats, Albany River Rats och Bridgeport Sound Tigers i American Hockey League (AHL); Manitoba Moose i International Hockey League (IHL) och Saskatoon Blades i Western Hockey League (WHL).
Han draftades av Buffalo Sabres i femte rundan i 1989 års draft som 98:e spelare totalt.
Sutton vann Stanley Cup med New Jersey Devils för säsongen 1999–2000.

## Statistik
| Källa: Utv = Utvisningsminuter | Källa: Utv = Utvisningsminuter | Källa: Utv = Utvisningsminuter |             | Grundserie  | Grundserie  | Grundserie  | Grundserie  | Grundserie  |             | Slutspel    | Slutspel    | Slutspel    | Slutspel    | Slutspel    |
| Säsong                         | Lag                            | Liga                           | Matcher     | Mål         | Assists     | Poäng       | Utv         | Matcher     | Mål         | Assists     | Poäng       | Utv         |             |             |
| ------------------------------ | ------------------------------ | ------------------------------ | ----------- | ----------- | ----------- | ----------- | ----------- | ----------- | ----------- | ----------- | ----------- | ----------- | ----------- | ----------- |
| 1987–1988                      | Calgary Canucks                | AJHL                           | 53          | 13          | 43          | 56          | 226         | —           | —           | —           | —           | —           |             |             |
| 1988–1989                      | Saskatoon Blades               | WHL                            | 71          | 22          | 31          | 53          | 104         | 8           | 2           | 5           | 7           | 12          |             |             |
| 1989–1990                      | Rochester Americans            | AHL                            | 57          | 5           | 14          | 19          | 83          | 11          | 1           | 6           | 7           | 15          |             |             |
| 1990–1991                      | Buffalo Sabres                 | NHL                            | 15          | 3           | 6           | 9           | 13          | 6           | 0           | 1           | 1           | 2           |             |             |
|                                | Rochester Americans            | AHL                            | 62          | 7           | 24          | 31          | 65          | 3           | 1           | 1           | 2           | 14          |             |             |
| 1991–1992                      | Buffalo Sabres                 | NHL                            | 64          | 2           | 18          | 20          | 71          | 7           | 0           | 2           | 2           | 4           |             |             |
| 1992–1993                      | Buffalo Sabres                 | NHL                            | 63          | 8           | 14          | 22          | 30          | 8           | 3           | 1           | 4           | 8           |             |             |
| 1993–1994                      | Buffalo Sabres                 | NHL                            | 78          | 4           | 20          | 24          | 71          | 4           | 0           | 0           | 0           | 2           |             |             |
| 1994–1995                      | Buffalo Sabres                 | NHL                            | 12          | 1           | 2           | 3           | 30          | —           | —           | —           | —           | —           |             |             |
|                                | Edmonton Oilers                | NHL                            | 12          | 3           | 1           | 4           | 12          | —           | —           | —           | —           | —           |             |             |
| 1995–1996                      | Edmonton Oilers                | NHL                            | 32          | 0           | 8           | 8           | 39          | —           | —           | —           | —           | —           |             |             |
|                                | St. Louis Blues                | NHL                            | 6           | 0           | 0           | 0           | 4           | 1           | 0           | 0           | 0           | 0           |             |             |
|                                | Worcester Icecats              | AHL                            | 32          | 4           | 16          | 20          | 60          | 4           | 0           | 2           | 2           | 21          |             |             |
| 1996–1997                      | Manitoba Moose                 | IHL                            | 20          | 3           | 10          | 13          | 48          | —           | —           | —           | —           | —           |             |             |
|                                | Albany River Rats              | AHL                            | 61          | 6           | 13          | 19          | 79          | 16          | 4           | 8           | 12          | 55          |             |             |
| 1997–1998                      | New Jersey Devils              | NHL                            | 13          | 0           | 0           | 0           | 6           | —           | —           | —           | —           | —           |             |             |
|                                | Albany River Rats              | AHL                            | 10          | 0           | 7           | 7           | 15          | —           | —           | —           | —           | —           |             |             |
|                                | San Jose Sharks                | NHL                            | 8           | 0           | 0           | 0           | 15          | —           | —           | —           | —           | —           |             |             |
| 1998–1999                      | New Jersey Devils              | NHL                            | 5           | 1           | 0           | 1           | 0           | —           | —           | —           | —           | —           |             |             |
|                                | Albany River Rats              | AHL                            | 75          | 13          | 42          | 55          | 118         | 5           | 0           | 2           | 2           | 12          |             |             |
| 1999–2000                      | New Jersey Devils              | NHL                            | 6           | 0           | 2           | 2           | 2           | —           | —           | —           | —           | —           |             |             |
|                                | Albany River Rats              | AHL                            | 57          | 5           | 16          | 21          | 129         | —           | —           | —           | —           | —           |             |             |
| 2000–2001                      | New Jersey Devils              | NHL                            | 53          | 1           | 7           | 8           | 37          | 6           | 0           | 0           | 0           | 13          |             |             |
| 2001–2002                      | New York Islanders             | NHL                            | 21          | 0           | 2           | 2           | 8           | —           | —           | —           | —           | —           |             |             |
|                                | Bridgeport Sound Tigers        | AHL                            | 28          | 1           | 10          | 11          | 51          | 20          | 2           | 8           | 10          | 24          |             |             |
| 2002–2003                      | Albany River Rats              | AHL                            | 74          | 6           | 26          | 32          | 70          | —           | —           | —           | —           | —           |             |             |
| 2003–2004                      | ERC Ingolstadt                 | DEL                            | 47          | 3           | 13          | 16          | 157         | 3           | 0           | 0           | 0           | 25          |             |             |
| 2004–2005                      | ERC Ingolstadt                 | DEL                            | 51          | 7           | 19          | 26          | 80          | 11          | 2           | 4           | 6           | 34          |             |             |
| 2005–2006                      | ERC Ingolstadt                 | DEL                            | 49          | 4           | 22          | 26          | 112         | 7           | 0           | 4           | 4           | 8           |             |             |
| 2006–2007                      | Spelade ej.                    | Spelade ej.                    | Spelade ej. | Spelade ej. | Spelade ej. | Spelade ej. | Spelade ej. | Spelade ej. | Spelade ej. | Spelade ej. | Spelade ej. | Spelade ej. | Spelade ej. | Spelade ej. |
| 2007–2008                      | Dundas Real McCoys             | MLH                            | 1           | 0           | 0           | 0           | 0           | —           | —           | —           | —           | —           |             |             |
| NHL totalt                     | NHL totalt                     | NHL totalt                     | 388         | 23          | 80          | 103         | 338         | 32          | 3           | 4           | 7           | 29          |             |             |
| DEL totalt                     | DEL totalt                     | DEL totalt                     | 147         | 14          | 54          | 68          | 349         | 21          | 2           | 8           | 10          | 67          |             |             |
| AHL totalt                     | AHL totalt                     | AHL totalt                     | 456         | 47          | 168         | 215         | 670         | 59          | 8           | 27          | 35          | 141         |             |             |